# リバーブレーター
リバーブレーターは、ホール、教会、シアター、スタジアム、などで音響反射と反復が繰り返されて生ずる残響効果を各種デバイスやデジタルシグナルプロセッサによる演算処理で再現し、音声などへ加味する機能を持ったエフェクター及び音響機器を指す。なお自然な残響自体もリバーブと呼称し、現象自体をリバーブレーションと呼ぶ。

## 主なリバーブレーターの種類

### エコー・チェンバー

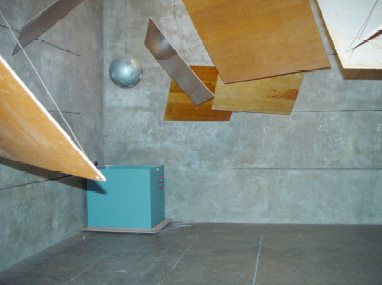
エコー・チェンバー内部

リバーブレーション生成専用に設計されたエコー・ルーム内に可動式の音源再生用スピーカーと収録用マイクロフォンを設置し、角度や距離などによってリバーブレーションの質感や減衰するまでの長さなどをコントロールする特殊用途の音響部屋。古くからあるレコーディング・スタジオにはエコー・ルームが常設されていたところが多く、場合によっては電話回線を使ったデジタル信号のやり取りでエコー・ルーム自体の音響効果を外部スタジオから利用する事もあった。

### プレート・エコー
非常に薄く大きさは畳4〜5畳ほどにもなる鉄板の端にスピーカー的役割の再生用ドライブ・ユニットが設置され、その反対側の端に1つないしは2つのマイク的役割のピックアップ・ユニットを搭載し、ドライバー・ユニットから放出された音声が鉄板を共鳴させ、片側のピックアップでその共鳴を拾うことによって形成されるリバーブレーションの一種。「鉄板エコー」はEMT-140がその代表的機種。

### スプリング・リバーブ

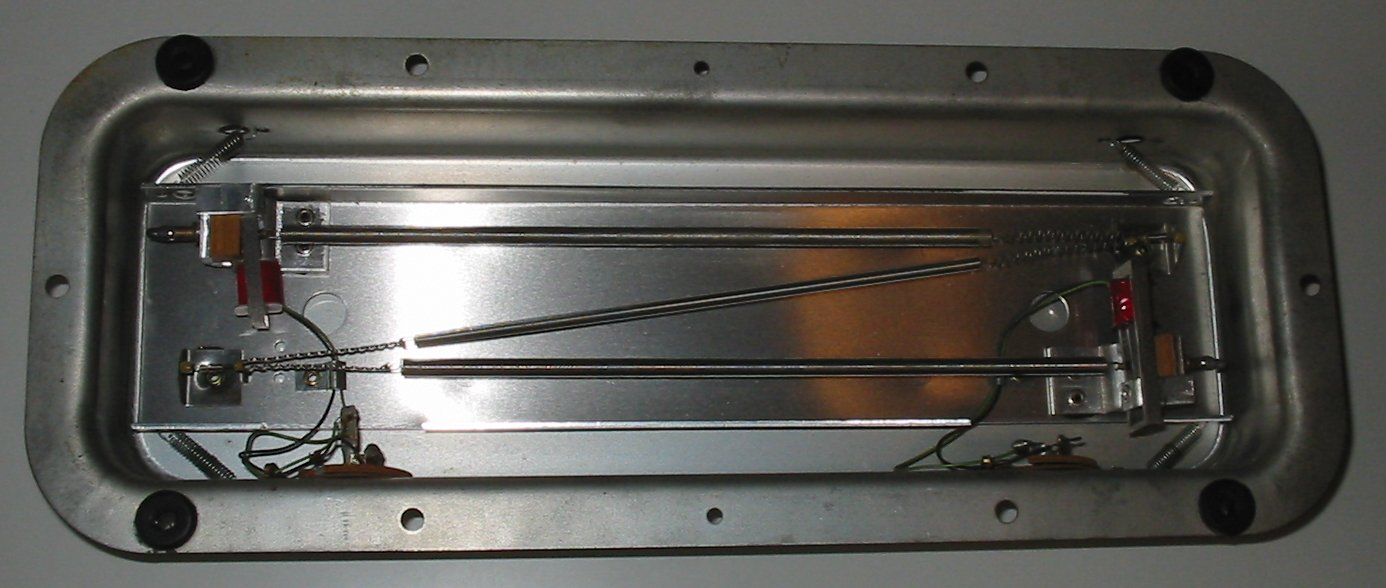
O. C. Electronics, inc. スプリング・リバーブ

複数本に束ねられたスプリングを張り、テンションが掛けられた状態でスプリングを叩くと独特の共鳴が起こる事を利用して、プレート・エコー同様にドライブ・ユニットから音源を鳴らし、その共鳴を反対側のピックアップで拾うことによって生成されたリバーブレーション効果を作り出す機種。最も有名なスプリング・リバーブレーターとしてはAKG BX-20などの機種があり大きさは家庭用大型冷蔵庫並みのサイズになっている。残響に独特のクセがあり、俗に「バネ臭い」と言われ、複数の特性の異なるバネを使用してこれを克服する仕組みが存在するが、現在ではこの「バネ臭い」音がスプリング・リバーブの味として受け入れられている。フェンダー社製のギター・アンプ等にはギター用に調整された小型のスプリング・リバーブ・ユニットが搭載されている。
振動に弱いという欠点があるが、その欠点を逆手に取り過度な衝撃を与えたりスプリングを直接手ではじくなどすると爆発音のような音が得られる。キース・エマーソンやジョン・ロードらはこの手法を多用していた。

### デジタル・リバーブ
1970年代終わり頃から登場してきたデジタル・リバーブは、実際のリバーブレーション発生プロセスと様々な物理的現象を電子的にシミュレートすることによって生成されている。基本的にデジタル・リバーブはディレイ音を多数発生させることと減衰の過程で音色が変化していく現象の再現によって多くの残響音をシミュレートしている。

### サンプリング・リバーブ（コンボリューション・リバーブ）
実際の教会、ホール、スタジアムなどでパルス発信と収録結果を基にされ、そのサンプリングされた波形データを解析したインパルス応答と入力信号を畳み込むことで空間それぞれの特徴的な残響のニュアンスまで再現が可能とされている。これまでのデジタル・リバーブのような人工的なリバーブレーションと比べ、よりリアルな臨場感のある残響を再現できるリバーブレーション生成機種。以前は非常に高価な専用ハードウェアを必要としたが、パソコンCPUの性能向上やプログラミング手法などにより、DAW向けのプラグインとなる比較的安価なソフトウェアとしても販売されるようになっている。プラグイン向けのリバーブレーション拡張用データも更新及びネット経由などで配布され、ユーザー側でも独自のサンプリング・データを基にして独自なリバーブレーションを生成可能な事から、とても自由度の高いリバーブレーターでもある。

### 物理モデリング・リバーブ
部屋やホールの中の空気の状態全てを物理計算することにより、より本物に近いリバーブが表現可能とされている。これはまだ現在では音響工学の分野であって音楽用エフェクタとしてのリバーブでは実用化されていない。試算では、1辺が5メートルの立方体の部屋をリアルタイムに再現する場合は、地球シミュレータ10台分の処理能力が必要とされている。

### ゲート・リバーブ
リバーブレーターの機種ではなく、使用方法の応用とでもいうべきものである。深めにリバーブを施した音をノイズゲートでバッサリと切るというのが基本的な考えである。特にスネアドラムに対して用いられることが多く、中でも80年代の派手できらびやかなドラムサウンドはこのゲート・リバーブに依るところが大きい。現在の多機能化したデジタルリバーブには機能としてゲート・リバーブが内蔵されていることが多い。

## デジタル・リバーブレーターの変遷や主な機種など

### 登場初期
初期のデジタル・リバーブは使われているDSPやメモリーなどの限界から、ロービットでリバーブ・タイムも短く、数種類のリバーブレーション成分しか持たなかった。

### 質感の向上
独EMT社のEMT 250（コントローラーの形状が鉄人28号のリモコンに酷似）や、独QUANTEC社のQRSやQRS/XLなどは現実の初期反射構造、建物の大きさやマテリアル毎の音響特性を考慮したアルゴリズムで格段とリバーブレーションの質感を向上させた。

### ams rmx-16
英AMS (現在のAMS Neve) 社は、rmx-16という機種で一大ヒットしたプログラム名のルーム系AmbienceとNon-Lin（Non Linear）というモードがあり、派手なルーム系リバーブレーションで1980年代のポピュラー音楽におけるドラムスのサウンドなどに貢献した。フィル・コリンズらがスネアに好んで多用したゲート・リバーブが好例である。

### Lexicon

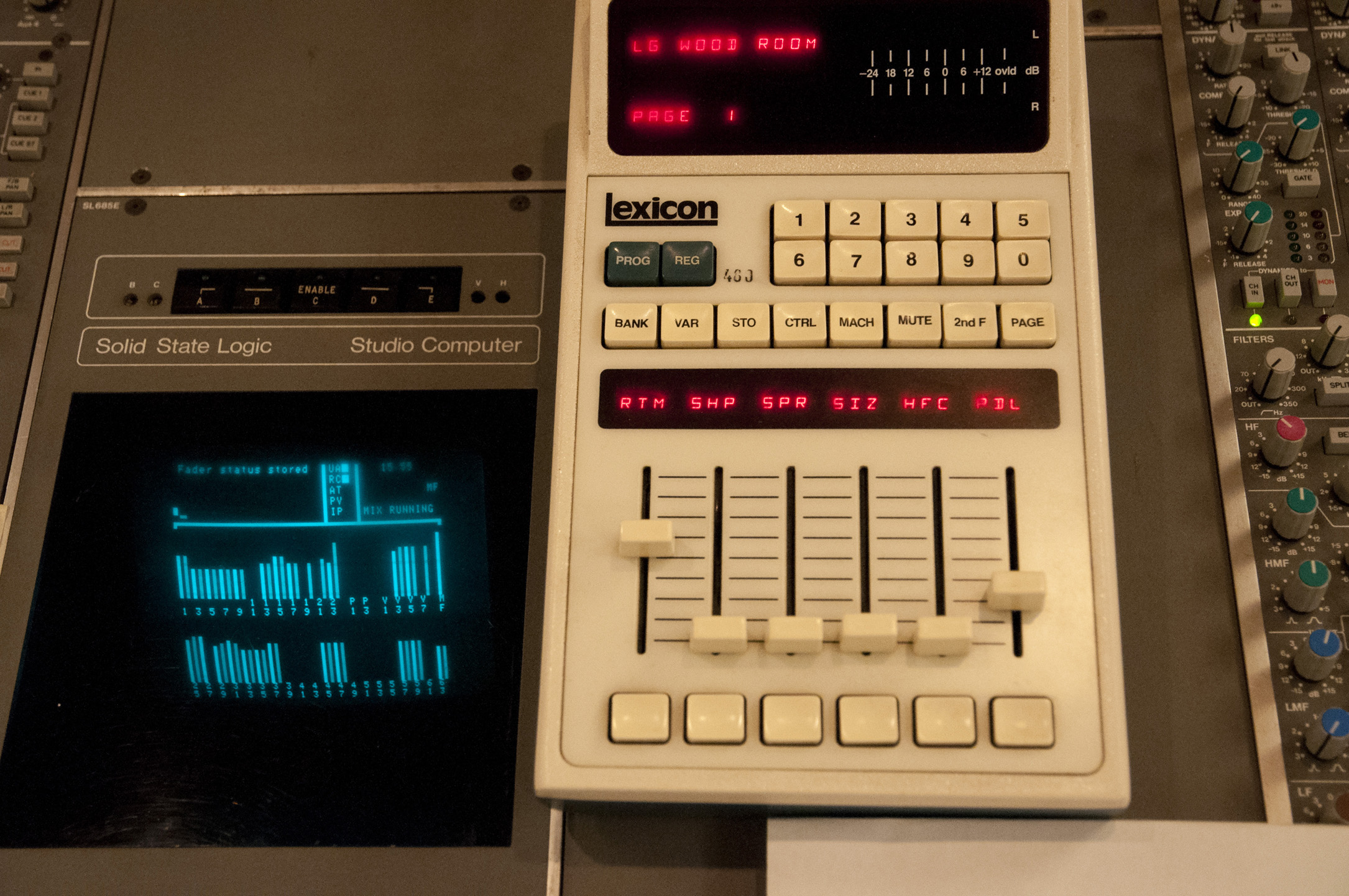
レキシコン・480Lのコントローラー。

米レキシコン社は224Xを始めとして224XL、480L、PCM-70などのデジタル・リバーブレーターを各種製品化し、上位機種はパラメーター設定用のLARC(Lexicon Alphanumeric Remote Controlの略)というコントローラーから数ページにも及ぶパラメーター操作を可能にした。ユーザーが設定したパラメーターをRAMカートリッジに保存して、同一機種が置いてあるスタジオなどに移動した際にはRAMからパラメーターを読み込んでユーザー・メモリー・エリアに書き込み使用する事が出来たり、本体ROMに書き込まれているリバーブレーション・データ以外にも数種類のリバーブレーション・データを収録したROMカートリッジが別売りされていたので、本体ROMを書き変えずに外部ROMからロードして別のアルゴリズムによるリバーブレーションを使用する事も出来た。この製品は1980年代から1990年代、そして現在に至ってもデジタル・リバーブレーターの中では中心的存在に位置している。

### DRE-2000
ソニーはEMTのプレート・エコーをデジタル・リバーブレーターで安定して再現させるためにDRE-2000という機種を開発製造した。日本の草分け的デジタル・リバーブレーター。

### DRE-S777
ソニーが発売した最初期のコンボリューション・リバーブレーター。コンボリューションデータを収録したCDが付属し、複数のリバーブを再現可能だった。

### REV-1
ヤマハはREV-1という機種で、DRE-2000以上に細かくパラメーターを変更できるインターフェースの使い勝手の良さと、ホール及びルーム系のその上品なリバーブ成分だった。

### 廉価版1Uサイズ
ソニー、ヤマハ、コルグ、ローランドなどが廉価で1Uサイズに収まるデジタル・リバーブを市場投入したため、それまでは単体価格が200万以上してプロフェッショナル向けのレコーディング・スタジオ以外には導入されにくかったデジタル・リバーブは一気にコンシューマー・レベルまで浸透した。

## DAWなどのプラグインにおける変遷
初期のDAWのプラグインは幾重にも調整されたディレイの初期反射を組み合わせてリバーブレーション成分のような残響を生み出していたため、密度が粗くなかなか単体機種のデジタル・リバーブレーターには届かなかったが、様々な名器（実機）や場所でのモデリングとアルゴリズムの改良により、それまでハードウェアとして君臨していたデジタル・リバーブレーターと遜色ない領域まで到達しつつある。中でもサンプリング・リバーブ（コンボリューション・リバーブ）と総称されるタイプのリバーブレーターでは、信号処理における畳み込みの理論に基づき、実際の場所で収録したインパルス音(極端に短い音)をリバーブレーションの元データとして重ね合わせて利用することで、きわめて現実に近い初期反射やリバーブ成分が再現可能になっている。プログラムには実際の著名なホール、教会、シアター、スタジアムなどがあり、ユーザー自身も独自のサンプリング・データを基にリバーブレーションを生成できる。それまでのデジタル・リバーブレーターがあくまでも計算データに基づくシミュレーション的なリバーブレーターだったことに比較すると、とても自然でリアルなリバーブレーターとなっている。